# Matilda Meech
Matilda Meech, född 1825, död 1907, var en nyzeeländsk företagare. Hon drev Wellingtons badhus 1885–1907 och var då en välkänd gestalt på Nya Zeeland. 